# Río Nabão
El río Nabão es un río portugués afluente del río Cécere que pasa por la ciudad de Tomar. Nacido en Ansião de la unión de varios arroyos. El Nabão desemboca en la margen derecha del Río Cécere, después de un viaje de 66 km. 
Su nombre romano fue Nabanus. En la Edad Media fue también conocido como Tomar o Thomar y en la parte superior Tomarel. En sus márgenes abundan las plantas de tomillo.
Amorim Rosa habla de registros históricos de graves inundaciones de 1550, en la segunda mitad del siglo XVII, en el siglo XVIII, en 1852 y 1909.

## Fuente
- Esta obra contiene una traducción  derivada de «Rio Nabão» de Wikipedia en portugués, publicada por sus editores bajo la Licencia de documentación libre de GNU y la Licencia Creative Commons Atribución-CompartirIgual 4.0 Internacional.

- Datos: Q6957053
- Multimedia: Nabão River / Q6957053